# Sebastián M. Naón
Sebastián M. Naón

## Carrera
Naón fue un director y productor de cine que se destacó durante la década del '30 con sus dos películas: La virgencita de madera, inspirado en una pieza teatral de  Ricardo Hicken, con los hermanos Pepe Ratti y César Ratti, Emma Martínez, Inés Edmonson, Amanda Santalla y Pablo Palitos; Y Nobleza gaucha, con guion de Hugo Mac Dougall y Homero Manzi, protagonizada por Olinda Bozán y Agustín Irusta, ambas de 1937.
En 1921 fundó junto a su hermano Rómulo y Augusto Álvarez, la Argentine-American Film Corporation S.A., importante distribuidora destinada a proveer de material a Argentina, Uruguay y Chile, que por gestiones del segundo con al De Forest Fono Film Inc., introdujo el cine sonoro en Sudamérica.
Luego deja su faceta como director de la pantalla grande argentina y se dedica exclusivamente a la producción tras integrar la Asociación de Productores de Películas Argentinas, cuyo era presidente Enrique Pardo, la cual tuvo la suerte de recibir en el país un breve visita del famoso Walt Disney.[cita requerida]
En 1941 integró la Academia de Artes y Ciencias Cinematográficas de la Argentina, de la cual era presidente, Mario Soffici; vicepresidente, Manuel Peña Rodríguez; secretarios, Israel Chas de Cruz y Carlos Connio Santini; Y junta de gobierno, Alberto de Zavalía, Sebastián Chiola, Luis César Amadori, Hugo Mac Dougall, Ulyses Petit de Murat y Sebastián M. Naón.